# Stade de Tchernihiv
Le Centre d'entraînement sportif olympique "Tchernihiv" (anciennement stade Youri-Gagarine) (ukrainien : Олімпійський навчально-спортивний центр «Чернігів»), communément appelé Stade de Tchernihiv est un stade polyvalent à Tchernihiv, en Ukraine. Le stade est sous l'administration du ministère de la Jeunesse et des Sports. Il est situé dans le domaine Tarnovsky, sur la rue Chevtchenko 61.
Il est utilisé principalement pour les matchs de football, accueillant les rencontres de l'équipe nationale féminine de football d'Ukraine et du Desna Tchernihiv. Il a une capacité de 12 060 spectateurs dont 5 500 sièges individuels.

## Description
Outre son arène principale, le terrain de football, le centre abrite quatre écoles de sport et plusieurs sections sportives. Il y a une salle de boxe, une piste de course, une salle de fitness (haltérophilie/gymnastique), une salle de massage, un tableau d'affichage électronique, une entrée à accès contrôlé. Le terrain dispose d'un système d'arrosage et de projecteurs. Le centre organise des compétitions d'athlétisme, de football, de boxe et d'haltérophilie.
Il existe un projet prospectif de reconstruction du centre en une cité sportive « Luhisty » (Radiante) qui, à côté du stade de football (3 000 places), comprendrait une patinoire (4 000 places), un complexe de remise en forme-récréatif (piscine, terrain couvert, et nombre d'autres salles de sport), et un club de plage (comprenant un stade de plage, des salles de fitness et des piscines en plein air et un sauna). Le complexe sportif comprendrait également un complexe hôtelier de 175 chambres.
Le stade abrite le club de boxe de Tchernihiv "Ring", l'école de sport "Atlet" spécialisée en athlétisme et en haltérophilie, ainsi que l'école de sport spécialisée "Desna" spécialisée dans le football associatif. 

## Histoire

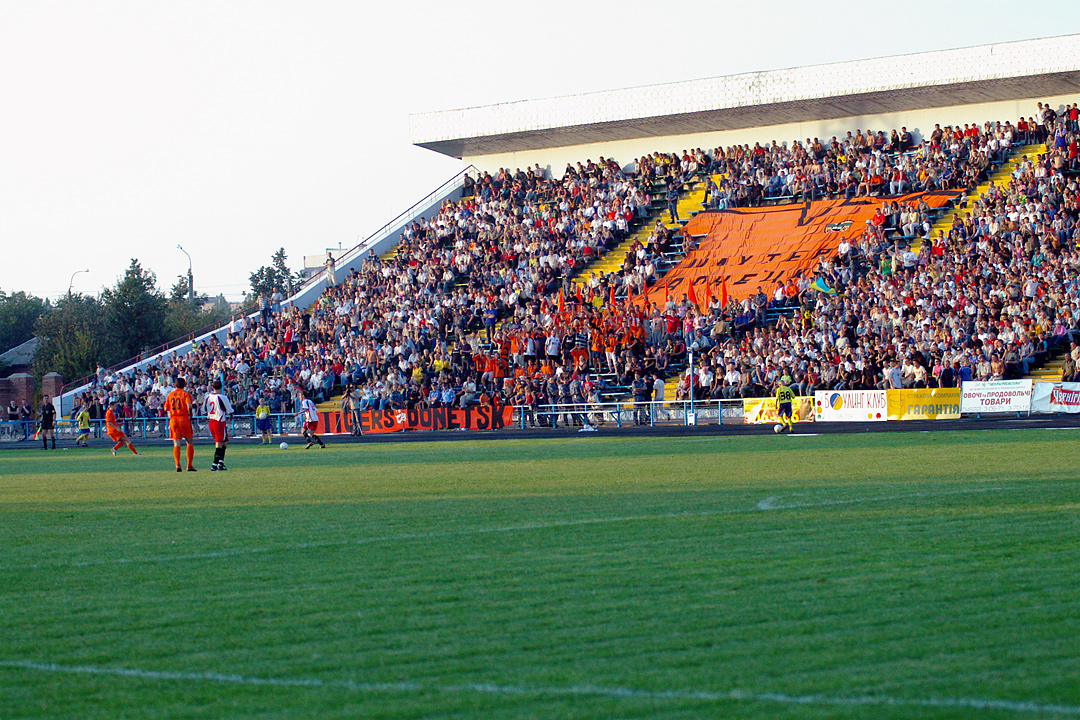
Desna au stade Chernihiv lors du match contre le Shakhtar Donetsk

L'histoire du stade de Tchernihiv remonte à 1936 ; l'enceinte peut alors accueillir 3 000 spectateurs dans la partie est d'un parc de la ville qui existe depuis 1804 ; le site était à la fin du XVIIIe siècle une datcha de l'archevêque de Tchernihiv.
Pendant la Seconde Guerre mondiale, le stade est fortement endommagé avant d'être complètement reconstruit dans les années 1950 avec des murs et deux tribunes, augmentant ainsi sa capacité à 11 000 spectateurs. En 1961, il prend le nom du cosmonaute soviétique Youri Gagarine.
Le 25 mai 1964, Gagarine en personne se rend au stade. Au milieu des années 1980, la capacité du stade est portée à 14 000 places. Lors de la saison 1996-1997, le stade abrite la finale match aller de la Coupe amateur d'Ukraine, entre le FC Domobudivnyk Tchernihiv et le FC Krystal Parkhomivka, qui se conclut sur la victoire du FC Domobudivnyk Chernihiv sur le score de 2–0.

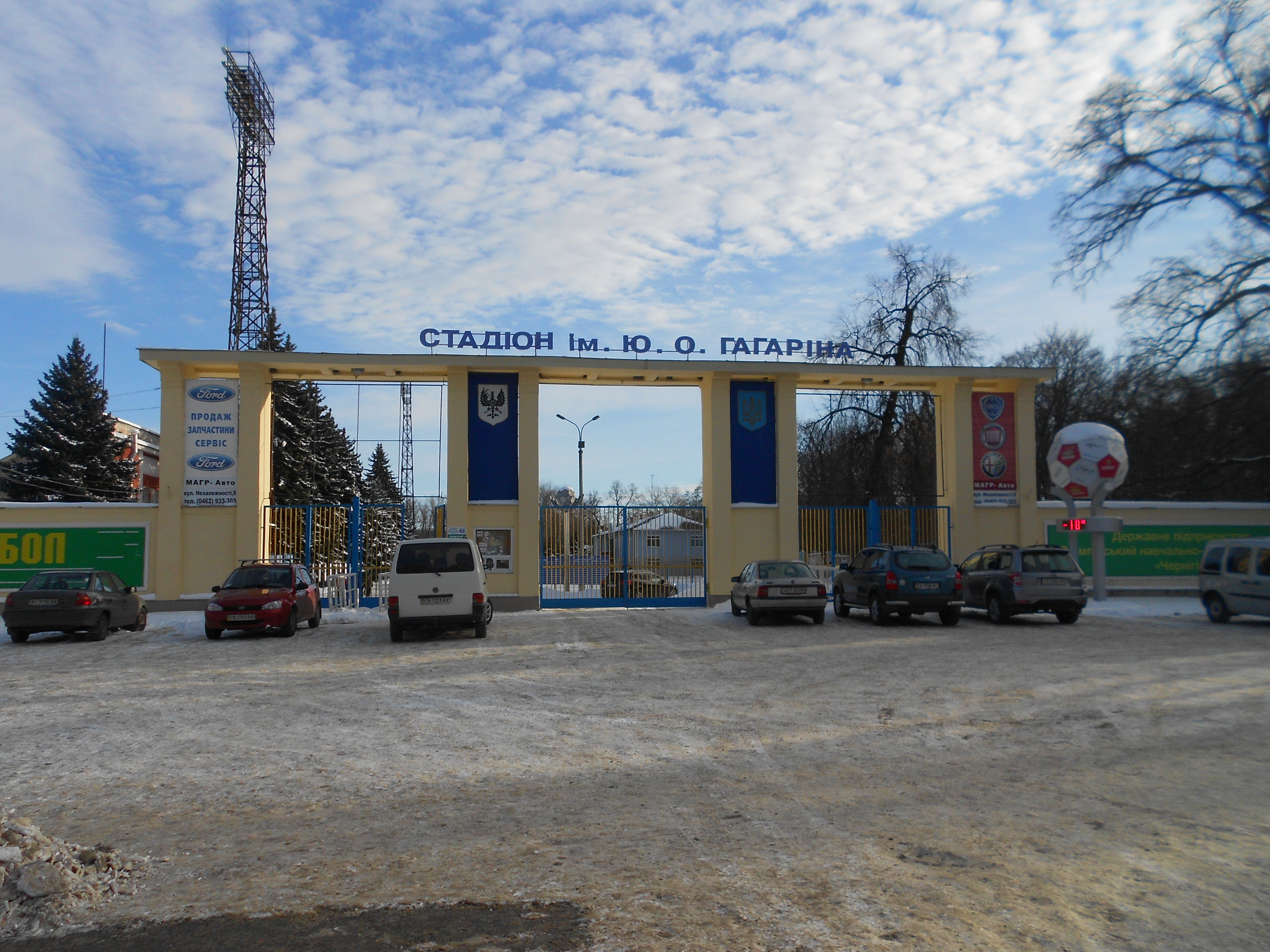
Devant la porte principale du stade de Tchernihiv

En 2005, la rénovation du stade commence ; elle est achevée en 2008 avec l'aide du sponsor de l'époque du FC "Desna" Oleksiy Savchenko, avec notamment l'ajout de sièges en plastique dans la tribune ouest. En octobre 2011, près de cinq millions de hryvnias sont dépensés pour des rénovations.
En 2008, le stade est utilisé par l'Ukraine pour les éliminatoires de l'Euro féminin de l'UEFA 2009 et pour les éliminatoires de l'Euro féminin de l'UEFA 2013 contre le Danemark, le Portugal, la Slovaquie et la Finlande.
À l'été 2016, une reconstruction à grande échelle du stade commence. La pose de la pelouse est achevée à la mi-mai 2017.
En avril 2021, en raison de la pandémie de COVID-19, l'Olimpik Donetsk délocalise ses matchs au stade de Tchernihiv. À partir d'août 2021, le stade accueille respectivement 3087 et 3587 personnes lors des matchs du Desna Tchernihiv, ce qui est considéré comme un succès en raison de la situation sanitaire,,.
En février 2022, Volodymyr Levin, président du Desna Tchernihiv, après avoir rendu publique sa candidature aux élections législatives pour le parti Serviteur du peuple, déclare que son objectif est de construire et d'agrandir le stade .

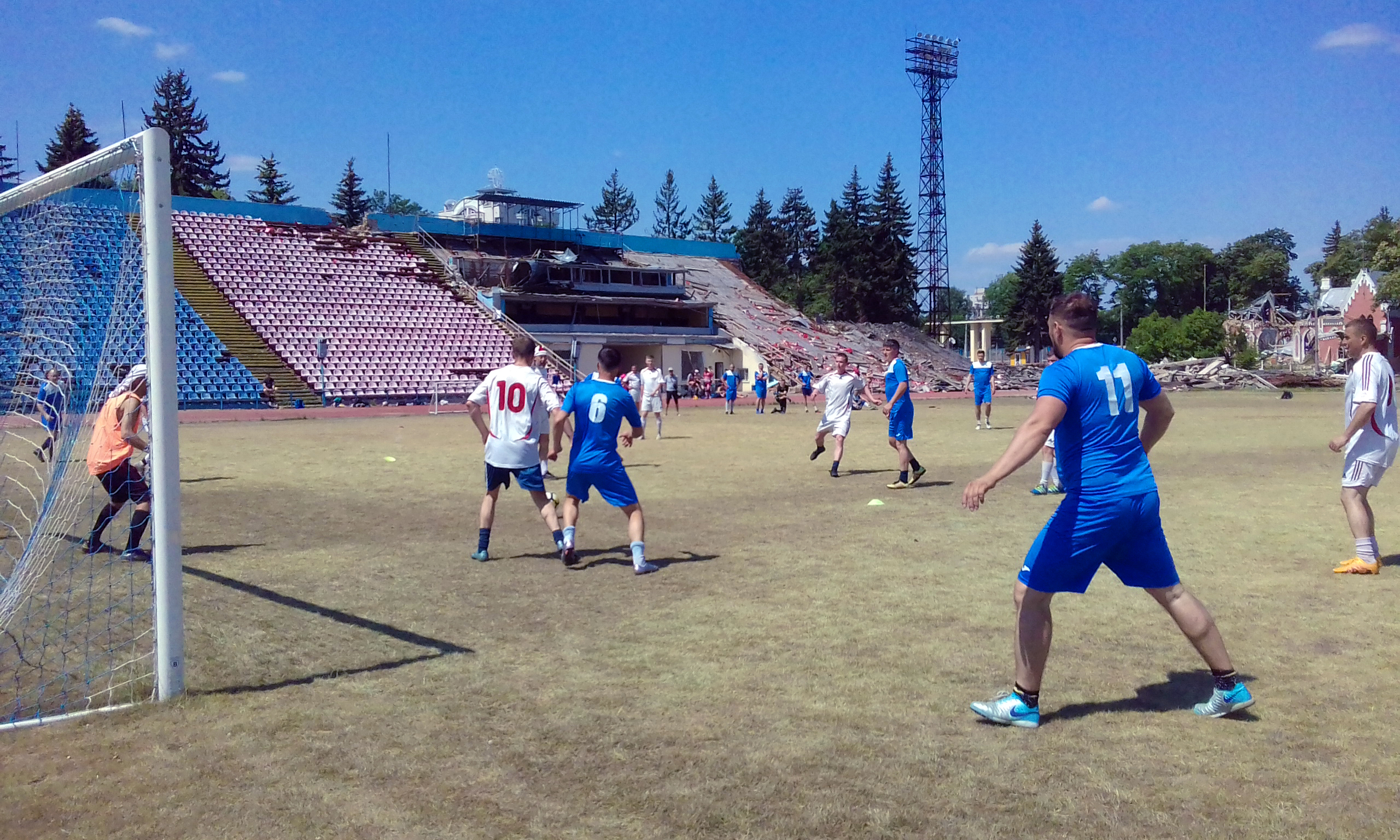
Match Desna-Albion dans le cadre du tournoi Matsuta Open au stade Youri Gagarine détruit par les troupes russes, le 11 juin 2022

Le 12 avril 2022 , l'équipe nationale féminine de football d'Ukraine est censée disputer un match dans cette enceinte contre la Hongrie dans le cadre des qualifications pour la Coupe du monde féminine de la FIFA 2023.
Le 6 mars 2022, lors du siège de Tchernihiv durant l'invasion russe de l'Ukraine en 2022, le stade est endommagé en haut du virage des Ultras Desna.  Quelques jours plus tard, le stade est fortement endommagé voire totalement détruit par les forces russes,,,.
Le 11 juin 2022, le premier tournoi après le début de l'agression russe a eu lieu au stade. Le tournoi caritatif Matsuta Open était dédié à Volodymyr Matsuta, un ancien joueur du Desna de Tchernihiv, qui a perdu sa maison à cause des bombardements russes. Le FC Kudrivka a gagné le tournoi.